# Копылвис
Копылвис (устар. Кобыла-Вис) — река в России, течёт по территории Заполярного района Ненецкого автономного округа. Вытекает из озера Копылты на высоте 36 м над уровнем моря. Устье реки находится в 33 км по левому берегу Куи. Длина реки составляет 20 км.

## Данные водного реестра
По данным государственного водного реестра России относится к Двинско-Печорскому бассейновому округу, водохозяйственный участок реки — Печора от водомерного поста Усть-Цильма и до устья, речной подбассейн реки — бассейны притоков Печоры ниже впадения Усы. Речной бассейн реки — Печора.
Код объекта в государственном водном реестре — 03050300212103000084640.